# Näverlav
Näverlav (Platismatia glauca) är en bladlav som först beskrevs av L., och fick sitt nu gällande namn av W. L. Culb. & C. F. Culb. Näverlav ingår i släktet Platismatia och familjen Parmeliaceae.  Arten är reproducerande i Sverige. Inga underarter finns listade i Catalogue of Life.

## Bildgalleri

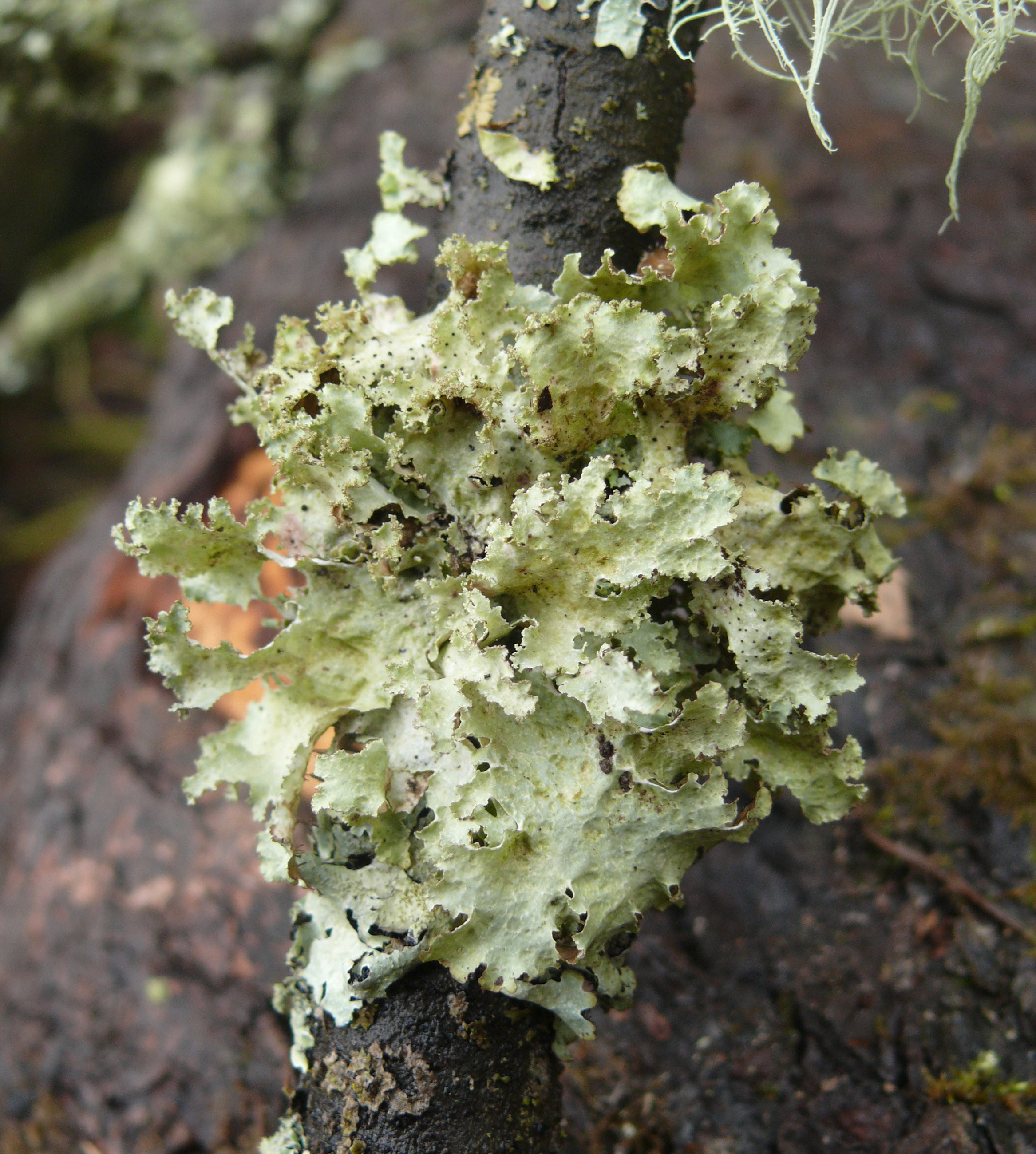